# 山内舟征
山内 舟征（やまうち しゅうせい、2000年12月13日 - ）は、愛知県出身のサッカー選手。JFL・いわてグルージャ盛岡所属。ポジションはディフェンダー。

## 来歴
中学までは全く無名の存在で、元々フォワードでプレーしていたが、近江高校入学後にセンターバックにコンバートされた。その後めきめきと頭角を現し、2年時には同校初のインターハイに出場した。卒業後は関西学院大学に進学し、同大サッカー部で山田剛綺、木村勇大らとプレー。2020年・2021年には関西学生サッカーリーグ連覇を達成した。2022年12月29日、2023年シーズンからのFC琉球加入内定が発表された。
2023年3月11日、J3リーグ第2節のいわてグルージャ盛岡戦でJリーグデビューを飾った。
2024年8月3日、いわてグルージャ盛岡に期限付き移籍。シーズン終了後、いわてグルージャ盛岡に完全移籍。

## 所属クラブ
- 神照FC
- 神照FCジュニアユース
- 近江高等学校
- 関西学院大学
- 2023年 - 2024年  FC琉球
  - 2024年8月 - 同年12月  いわてグルージャ盛岡（期限付き移籍）
- 2025年 -  いわてグルージャ盛岡

## 個人成績
| 国内大会個人成績 | 国内大会個人成績 | 国内大会個人成績 | 国内大会個人成績 | 国内大会個人成績 | 国内大会個人成績 | 国内大会個人成績 | 国内大会個人成績 | 国内大会個人成績 | 国内大会個人成績 | 国内大会個人成績 | 国内大会個人成績 |
| 年度             | クラブ           | 背番号           | リーグ           | リーグ戦         | リーグ戦         | リーグ杯         | リーグ杯         | オープン杯       | オープン杯       | 期間通算         | 期間通算         |
| 年度             | クラブ           | 背番号           | リーグ           | 出場             | 得点             | 出場             | 得点             | 出場             | 得点             | 出場             | 得点             |
| 日本             | 日本             | 日本             | 日本             | リーグ戦         | リーグ戦         | リーグ杯         | リーグ杯         | 天皇杯           | 天皇杯           | 期間通算         | 期間通算         |
| ---------------- | ---------------- | ---------------- | ---------------- | ---------------- | ---------------- | ---------------- | ---------------- | ---------------- | ---------------- | ---------------- | ---------------- |
| 2023             | 琉球             | 23               | J3               | 10               | 0                | -                | -                | 0                | 0                | 10               | 0                |
| 2024             | 琉球             | 23               | J3               | 4                | 0                | 1                | 0                | -                | -                | 5                | 0                |
| 2024             | 岩手             | 24               | J3               | 8                | 0                | -                | -                | -                | -                | 8                | 0                |
| 2025             | 岩手             | 33               | JFL              |                  |                  | -                | -                |                  |                  |                  |                  |
| 通算             | 日本             | 日本             | J3               | 22               | 0                | 1                | 0                | 0                | 0                | 23               | 0                |
| 通算             | 日本             | 日本             | JFL              |                  |                  | -                | -                |                  |                  |                  |                  |
| 総通算           | 総通算           | 総通算           | 総通算           | 22               | 0                | 1                | 0                | 0                | 0                | 23               | 0                |

## タイトル

### クラブ
関西学院大学体育会サッカー部
- 関西学生サッカーリーグ：2回（2021年、2022年）